# Chai

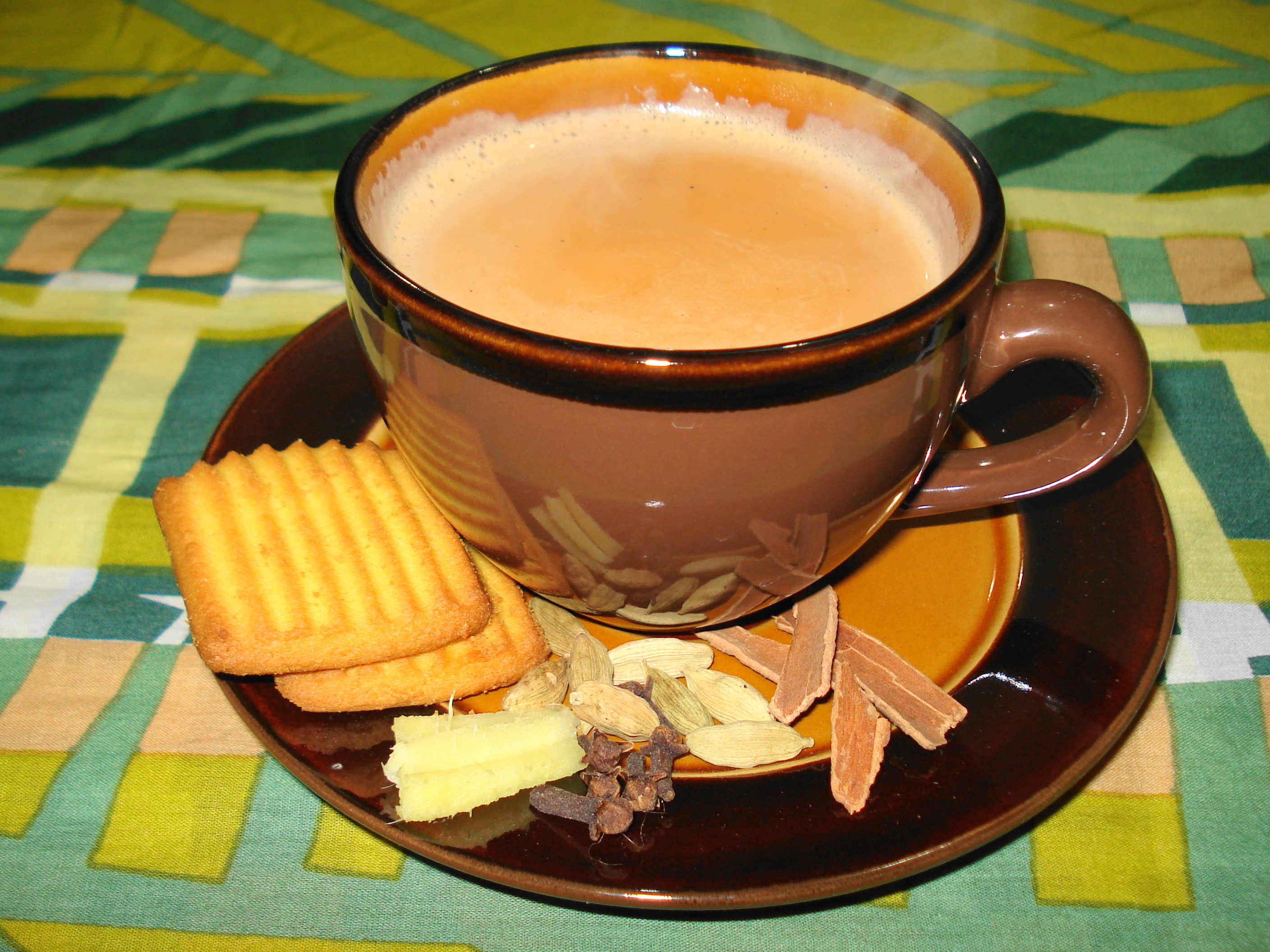
Masala chai

Chai is in onder meer India, Afghanistan, Pakistan, Iran, Armenië, Rusland, Albanië, Roemenië, Turkije en Arabische landen het woord voor thee. In het Nederlands wordt het meestal gebruikt om een pittige Indiase kruidenthee (masala chai in het Indiaas), of Afghaanse groene thee aan te duiden.
Er is geen vast chaimengsel voor de Indiase thee. Er is wel een aantal vaste ingrediënten:
- sterke zwarte thee (bv. Darjeeling)
- zoetmiddel
- melk of (koffie)room
- kruiden, de meest gebruikelijke zijn kaneel, kardemom, kruidnagel, gember, peper, maar naar inspiratie kunnen ook andere kruiden toegevoegd worden.

“Chai” is afgeleid van het Mandarijn Chinees “Cha Ye” (茶叶), wat letterlijk thee blad betekent.  “Thee” komt echter van het Hok Kian Chinees “Thee”.

## Andere talen
In veel andere talen heeft men een woord dat men hetzelfde uitspreekt als chai, maar anders schrijft. Voorbeelden zijn çay (Turks), τσάι (Grieks), чай (Russisch) en čaj (verschillende Slavische talen). Ook in de meest voorkomende Arabische dialecten en in het Portugees (chá) wordt er met chai thee bedoeld.